# 哈马德·本·伊萨·阿勒哈利法 (1872年)
哈马德·本·伊萨·阿勒哈利法（1872年2月6日－1942年2月20日）是巴林自1932年開始就任的巴林國王，一直統治到他於1942年去世為止，他的頭銜是巴林哈基姆。